# 뉴욕 44번가
"뉴욕 44번가"는 1977년에 개봉한 대한민국의 영화이다.

## 캐스팅
- 한소룡
- 마리안 엘렌
- 양성오
- 저스틴 트라
- 김문주
- 배수천
- 김하림